# Jerry Zucker
Jerry Zucker (* 11. března 1950 Milwaukee, Wisconsin) je americký filmový režisér a scenárista.

## Životopis
Narodil se 11. března 1950 v americkém městě Milwaukee v rodině Charlotte (zemřela v roce 2007) a Burtona Zuckerových.
Studoval na střední škole Shorewood High School a následně na vysoké škole Wisconsinské univerzitě v Madisonu.
Jeho kariéra začala, když se spojil s Jimem Abrahamsem a svým bratrem Davidem Zuckerem v losangeleském divadle Kentucky Fried Theater, kde oslňovaly davy svým komediálním talentem. Jako producentské a scenáristické trio Zucker, Abrahams and Zucker režírovali například Připoutejte se, prosím! a Top Secret!
Jako sólový režisér nicméně režíroval dramatický film Duch, který je o posmrtném životě, a pak následně Milionový závod, který je kontrastně o miliónové sázce a nese se v komediálně surrealistickém duchu starších komedií tria ZAZ.

## Filmografie
| Rok  | Název filmu                                     | R | P | S |
| ---- | ----------------------------------------------- | - | - | - |
| 1977 | The Kentucky Fried Movie                        |   |   |   |
| 1980 | Připoutejte se, prosím!                         |   |   |   |
| 1984 | Top Secret!                                     |   |   |   |
| 1986 | Bezcitní lidé                                   |   |   |   |
| 1988 | Bláznivá střela: Z archivů policejního oddělení |   |   |   |
| 1990 | Duch                                            |   |   |   |
| 1991 | Bláznivá střela 2 a 1/2: Vůně strachu           |   |   |   |
| 1994 | Bláznivá střela 33 a 1/3: Poslední trapas       |   |   |   |
| 1995 | První rytíř                                     |   |   |   |
| 2001 | Milionový závod                                 |   |   |   |
| 2010 | Fair Game                                       |   |   |   |
| 2011 | Kamarád taky rád                                |   |   |   |
| 2012 | Mental                                          |   |   |   |